# 前鸟属
前鸟属（学名：Praeornis）是鸟翼类已灭绝的一个属，可能属于反鸟亚纲，化石发现于哈萨克斯坦晚侏罗世的卡拉巴斯陶组。仅有一个已知物种，称作沙氏前鸟（P. sharovi）。

## 发现与命名

### 标本
正模标本PIN 2585/32是一根羽毛的化石，发现于哈萨克斯坦Aulie的卡拉巴斯陶组，由亚历山大·格里戈列耶维奇·沙洛夫于1971年发现并描述。亚历山大·谢尔盖耶维奇·劳季安于1978年将此标本命名为沙氏前鸟（Praeornis sharovi）。
第二件标本ZPAL V 32/967是卡拉巴斯陶组发现的另一件单根羽毛化石，由德齐克等人于2006年发现，并于2010年描述。

### 标本鉴定
最初，劳季安（1978年）提出前鸟是种比始祖鸟更为原始的鸟类，然而博克（1986年）反驳称前鸟“羽毛”实际上只是苏铁目的叶片，多卢登科（1990年）亦同意此观点，并指出该化石类似苏铁物种Paracycas harrisii的叶片。尼索夫（1992年）则认为该化石属于Cycadites saportae。
尽管如此，仍有学者认为前鸟正模标本的确属于一只动物。格拉祖诺瓦等人（1991年）使用电子显微镜检查了该标本，发现其微观结构与平胸总目的“原始羽毛”存在相同特征（平胸类如今视为不会飞的古颚类，因此它们的羽毛并非原羽，而是退化的飞羽及廓羽）。库罗奇金（2001年）与德齐克等人（2010年）亦支持此结论。后者对卡拉巴斯陶组的前鸟羽毛及其它化石（包括植物和鱼类）进行了生化分析，结果表明前鸟化石的化学标记更像鱼鳞而非植物叶片，支持“羽毛”来自动物的假设。
将正模标本与来自晚白垩世巴西的一根类似羽毛比较后，阿格诺林等人（2017年）提出前鸟是反鸟亚纲成员。研究显示该反鸟有一对羽轴主导的尾羽，与前鸟正模标本非常类似，故前鸟很可能代表一种反鸟或类似物种。若前鸟确实属于反鸟类，那么它将是该演化支已知最古老的成员，也是已知唯一生存于晚侏罗世的成员。

## 描述
前鸟羽毛可能代表用于展示或平衡的改良尾羽，类似在其它早期鸟类中发现的那些。前鸟羽毛极为独特，有非常厚的中央羽茎（羽轴）和坚硬的羽支。

## 分类
劳季安（1978年）原将前鸟归入自己的前鸟亚纲（Praeornithes）、前鸟目（Praeornithiformes）及前鸟科（Praeornithidae）。有学者认为其正模标本实为苏铁叶片，更多后期学者则认为前鸟属于反鸟类。前鸟科目前也被接受为有效类群，使其成为仅含前鸟一个属的单型科。